# Arakwal-Nationalpark
Der Arakwal-Nationalpark ist ein Nationalpark im Nordwesten des australischen Bundesstaates New South Wales, 624 Kilometer nördlich von Sydney und zwei Kilometer südlich von Cape Byron, dem östlichsten Punkt Australiens. Die nächstgelegene Stadt ist Byron Bay. Im Park wird ein Wallumgebiet geschützt, ein feuchtes Heideland hinter dem Tallow Beach, das vielen Vogelarten und zwei einheimischen, vom Aussterben bedrohten  Froscharten, Crinia tinnula und Litoria olongburensis, Lebensraum bietet.
Ursprünglich lebten hier Aborigines vom Stamme der Arakwal. Das Gebiet wurde 2001 zum Nationalpark erklärt, nachdem man sich mit dem Arakwal auf einen Nutzungsvertrag geeinigt hatte. Die Aborigines arbeiten in der Verwaltung des Parks mit.